# دونالد كولينز
دونالد كولينز (بالإنجليزية: Donald Collins)‏ هو عسكري وسياسي أمريكي، ولد في 30 نوفمبر 1925 في كاريبو في الولايات المتحدة، وتوفي في 11 مارس 2018. حزبياً، نشط في الحزب الجمهوري. وقد انتخب عضو مجلس نواب مين.